# 팬서렛
팬서렛(Pantherette)은 미국산 잡종 고양이 품종 중 하나이다.

## 특징
이 종은 벵갈 혹은 정글고양이와 집고양이의 교배를 통해 탄생하였다. 흑색 벵갈과 메인쿤, 흑색 픽시밥과 정글고양이 사이에서 탄생한다고 알려져 있다. 몸은 큰 편이며, 털의 색상은 검은색이다. 근육질이며, 다리의 길이는 중간 정도 된다. 대부분의 경우 단모이지만, 가끔씩 중단모가 나타나기도 한다.